# Françoise Dorléac
Françoise Dorléac (París, 21 de març de 1942 - Villeneuve-Loubet, 26 de juny de 1967) va ser una actriu francesa. Era filla dels actors Maurice Dorléac i Renée Simonot i la segona de quatre germanes, entre les quals la també actriu Catherine Deneuve. En tot just vuit anys de carrera va fer prop de vint pel·lícules.

## Biografia
El seu pare, director artístic de doblatge, li havia facilitat alguns papers, sobretot a Heidi, de Luigi Comencini (1952), on interpretava el paper principal. Entretant es va inscriure al curs de dramatúrgia de Raymond Girard abans d’entrar al Conservatori d’art dramàtic, on es formaria entre 1957 i 1961, en particular a la classe de Robert Manuel gràcies al qual debutaria a Gigi, de Colette, al teatre Antoine el 1960.

### Primeres pel·lícules
Prima, de pell pàl·lida i bruna, va fer les primeres passes al cinema el 1957, mentre feia de model per a Christian Dior, amb el curtmetratge Mensonges, seguit el 1959 del seu primer llargmetratge, Les Loups dans la bergerie (1960), dirigit per Hervé Bromberger i basat en una novel·la de Jean Meckert. Després va aparèixer a Les portes claquent (1960), de Michel Fermaud et Jacques Poitrenaud, amb Dany Saval i la seva germana Catherine Deneuve.
Dorléac va tenir un petit paper a Ce Soir ou Jamais (1961), amb Anna Karina, dirigida per Michel Deville, i a La Fille aux yeux d'or (1961), de Jean-Gabriel Albicocco, amb Marie Laforêt, Tout l'or du monde, de René Clair (1961), amb Bourvil, i Adorable Menteuse (1961), del director Michel Deville.
Va ser la protagonista al costat de Jean-Pierre Cassel a La gamberge (1962) i va interpretar una dels protagonistes d'una pel·lícula per a televisió, Els trois chapeaux claques (1962), dirigida per Jean-Pierre Marchand, al costat de Jean-Claude Brialy. Va tornar a repetir interpretació amb Cassel a la comèdia Arsène Lupin contre Arsène Lupin (1962) i va ser un dels molts noms que apareixien al telefilm Teuf-teuf (1963), de Georges Folgoas.

### L'èxit a França
Dorléac va saltar a la fama internacional com la protagonista femenina a L'Homme de Rio (1964) protagonitzada per Jean-Paul Belmondo i dirigida per Philippe de Broca. Va seguir La Peau douce (1964), dirigida per Francois Truffaut, en què feia parella amb Jean Desailly.
Va intervenir a La Ronde (1964), dirigida per Roger Vadim, i va aparèixer en un programa de televisió, Les petites demoiselles (1964), dirigida per Deville i protagonitzada per De Broca. També va aparèixer a La chasse à l'homme (1964) en un paper de repartiment, amb Belmondo i Catherine Deneuve.

### Carrera internacional
L'Homme de Rio i La peau douce havien estat difoses àmpliament a nivell internacional i Dorléac va rebre una oferta per interpretar a la protagonista femenina en una costosa epopeia finançada per Hollywood, Genghis Khan (1965), dirigida per Henry Levin. Després vingué una pel·lícula d'espies, Where the Spies Are (1966), en què ella era l'interès amorós de David Niven.
Dorléac va aparèixer com l'esposa adúltera a la comèdia negra de Roman Polanski Cul-de-sac (1966), filmada a la Gran Bretanya. Va tornar a França per protagonitzar una adaptació televisiva de la novel·la de Prosper Mérimée Julie de Chaverny ou la Double Méprise (1966), dirigida per Jean-Pierre Marchand.
Després es va unir a Gene Kelly i la seva germana Catherine, que ja era una estrella cinematogràfica en aquest moment, a Les Demoiselles de Rochefort (1967), un alegre homenatge al musical de Hollywood. El seu últim paper en el cine va ser la protagonista femenina a Billion Dollar Brain (1967) al costat de Michael Caine, que interpretava l'espia Harry Palmer.

### Mort
Dorléac tocava amb els dits la fama internacional quan va morir el 26 de juny de 1967 en un accident automobilístic. Va perdre el control d'un automòbil Renault 10 llogat, a deu quilòmetres de Niça. Anava cap a l'aeroport i tenia por de perdre el vol. El cotxe va bolcar i es va incendiar.

## Reconeixement i memòria
La cançó Elle avait mon âge, amb lletra de Michelle Senlis i música de Jean Ferrat, interpretada i creada el 1967 per Isabelle Aubret, és un homenatge a Françoise Dorléac i a Nicole Berger, que va morir l’abril de 1967, també en un accident de trànsit.
El seu nom s'esmenta a la lletra de la cançó Le Film de Polanski, de l’àlbum Raconte-toi, publicat el 1975 pel cantautor Yves Simon: "Dans un ciné / Place de Clichy / Y avait un film / De Polanski / Pas Chinatown / Mais Cul-de-sac / Celui avec / La Dorléac […]”.
A Rochefort, davant de l'estació i també a París hi ha sengles places que duen el seu nom. A París hi ha també una escola bressol  i una escola elemental Françoise Dorléac.
El 15 d'octubre de 2010 Catherine Deneuve va participar en la presentació d'una nova varietat de camèlies anomenada Françoise Dorléac.

## Filmografia
- 1967: Billion-Dollar Brain, de Ken Russell (Anya).
- 1966: Els Demoiselles de Rochefort, de Jacques Demy (Solange Garnier).
- 1965: Passeport pour l'oubli, de Val Guest.
- 1965: Genghis Khan, d'Henry Levin (Börte).
- 1965: Cul-de-sac, de Roman Polanski (Teresa).
- 1964: La Rondi, de Roger Vadim.
- 1964: La Chasse à l'homme, de Édouard Molinaro (Sandra).
- 1964: La Peau douce, de François Truffaut (Nicole).
- 1964: L'Homme de Rio, de Philippe de Broca (Agnès Villermosa).
- 1962: La Gamberge, de Norbert Carbonnaux (Françoise).
- 1962: Arsène Lupin contre Arsène Lupin, de Édouard Molinaro (Nathalie Cartier).
- 1961: Tout l'or du monde, de René Clair.
- 1961: La Fille aux yeux d'or, de Jean-Gabriel Albicocco (Katia).
- 1960: Els portis claquent, de Michel Fermaud et Jacques Poitrenaud (Dominique).
- 1960: Ce soir ou jamais, de Michel Deville (Danièle).
- 1959: Els Loups dans la bergerie, de Hervé Bromberger (Madeleine).

## Televisió
- 1967: Julie de Chaverny ou la Double Méprise, telefilm de Jean-Pierre Marchand.
- 1964: Ni figue ni raisin, sèrie televisiva de Jacques Rozier.
- 1964: Els Petites Demoiselles, telefilm de Michel Deville.
- 1963: Teuf-teuf de Georges Folgoas, a partir de l'obra de Tristan Bernard.
- 1962: Els Trois Chapeaux claques, telefilm de Jean-Pierre Marchand.

## Teatre
- 1960: Gigi (Colette), direcció de Robert Manuel, Théâtre Antoine.
- 1961: Noix de coco, de Marcel Achard, direcció de Jean Meyer, Teatre de París.